# Slatina nad Úpou
Slatina nad Úpou település Csehországban, Náchodi járásban. Slatina nad Úpou Žernov, Havlovice, Libňatov, Červená Hora, Hořičky, Lhota pod Hořičkami, Červený Kostelec és Litoboř településekkel határos. Lakosainak száma 322 fő (2024. január 1.).

## Népesség
A település lakosságának változását az alábbi diagram mutatja:
| Lakosok száma | 1301 | 1148 | 973  | 490  | 374  | 291  | 301  | 298  | 312  | 322  |
|               | 1869 | 1900 | 1921 | 1961 | 1980 | 2011 | 2016 | 2019 | 2021 | 2024 |